# Denis Browne (homme politique)
Denis Browne (1763 - 14 août 1828) est un homme politique irlandais.

## Biographie
Il est le deuxième fils de Peter Browne (2e comte d'Altamont) et Elizabeth Kelly de Lisduffe, comté de Galway. Il est né et grandit dans la maison familiale de Westport House, dans le Comté de Mayo. Il est un descendant direct du pirate, Grace O'Malley (c.1530-c.1603).
Il sert comme officier dans le 5e Royal Irish Dragoons de 1779 à 1784. En raison de l'influence de son frère et du soutien des intérêts catholiques irlandais, il est élu député du comté de Mayo en 1782, poste qu'il détient jusqu'en 1800. Son oncle, James Browne, premier sergent, est renvoyé en 1782, ce qui amène les frères à s'opposer au gouvernement. Avec le temps, ils se sont réconciliés avec l'administration du duc de Rutland. Browne est nommé au conseil privé le 20 janvier 1794.
Il soutient l'Émancipation des catholiques mais n'aide pas le Comité catholique à organiser des élections dans le comté; Wolfe Tone pense que c'est parce que Browne n'est pas disposé à perdre toute influence dans sa localité. D'autre part, Browne et son frère soutiennent le gouvernement, tenant l'administration de Dublin bien informée des événements de Mayo dans les années précédant la rébellion irlandaise de 1798. En 1795, les frères aident plus de cinq cents familles d'Ulster qui ont fui vers Mayo à la suite des troubles résultant de la bataille du diamant. Tous les réfugiés sont soigneusement interrogés pour éliminer tous les éléments mécontents, des familles s'installant dans les domaines familiaux.
Il est nommé haut shérif de Mayo pour 1798, l'année de la rébellion irlandaise. Il acquiert le surnom de Denis la corde au lendemain de l'invasion française de Mayo cette année-là pour son zèle à pendre les rebelles présumés. Sa propre maison à Claremorris est détruite par les rebelles. Browne a une réputation bien méritée de duelliste redouté. Alors qu'il est shérif, il combat contre George Robert FitzGerald ; un autre duel a lieu lors de l'élection de 1790, contre son adversaire électoral, John Bingham. En 1801, il se bat contre un autre opposant parlementaire, gagne et est réélu sans opposition pour le comté de Mayo.
Le soutien ultérieur de Browne aux Actes de l'Union de 1800 ne lui a pas valu une pairie, bien que son frère ait été nommé premier marquis de Sligo. Au cours des décennies suivantes, il représente Mayo (1800-1818) et la ville de Kilkenny (1820-1826), soutenant fortement la coercition militaire en Irlande. Cependant, il est toujours partisan de l'émancipation catholique.

## Famille
Il épouse sa cousine Anne Mahon (décédée en 1833) de Castlegar, comté de Galway, en 1790, ayant cinq fils et quatre filles. Deux de ses fils, James et Peter, sont également députés à partir des années 1820. Il contribue à assurer l'élection de son cousin, Dominick Browne (1er baron Oranmore et Browne), l'encourageant soi-disant à se battre en duel pour gagner des votes (Martyn, 2001).
Il est décédé à son domicile de Claremorris. Un portrait de lui par Joshua Reynolds est accroché à Westport House.